# Aspidium muscosum
Aspidium muscosum là một loài dương xỉ trong họ Tectariaceae. Loài này được Sw. mô tả khoa học đầu tiên.
Danh pháp khoa học của loài này chưa được làm sáng tỏ. 